# 藤林誠
藤林 誠（ふじばやし まこと、1900年（明治33年）11月20日 - 1958年（昭和33年）1月10日）は、日本の林学者である。

## 経歴・人物
東京の生まれ。1925年（大正14年）に東京帝国大学農学部（現在の東京大学大学院農学生命科学研究科・農学部）林学科を卒業後は、大学院を経て母校で講師として教鞭を執る。1937年（昭和12年）には農林省に入省し、同省の林業試験場の技師として活動した。
1944年（昭和19年）には再度東京大学に助教授として活動し、第二次世界大戦後の1946年（昭和21年）には教授に昇格する。同年には林業試験作業研究室の室長を兼任し、林業労働や森林機械等多くの研究に携わった。

## 受賞歴
- 日本森林学会 白澤賞 - 1958年（昭和33年）[2]。

## 著書
- 『林業労働図説』